# Helmuth Koinigg
Helmuth Koinigg (3. listopadu 1948 Vídeň – 6. října 1974 Watkins Glen) byl rakouský automobilový závodník, účastník grand prix formule 1, který zahynul při nehodě během Grand Prix USA 1974, při svém druhém startu v F1.
Koinigg se narodil ve Vídni 3. listopadu 1948. V počátku své kariéry si zakoupil závodní vůz Mini Cooper od mladého závodníka Niki Laudy. Závodil v mnoha kategoriích v cestovních vozech a zde v roce 1969 upoutal pozornost Helmuta Marka a výsledkem tohoto setkání byla smlouva s týmem McNamara v kategorii Formule Vee pro rok 1970. Koinigg přešel do týmu Kurta Bergmana pro rok 1971, když v celé sérii skončil třetí, mezi poraženými byl i Jochen Mass. V roce 1972 byl již druhy v týmu Manfreda Schurtiho a nakonec v roce 1973 získal titul. V Rakousku a Německu byl velice populární a získal řadu možností, jako pilotovat Ford Cologne v sérii cestovních vozů nebo Porsche Carrera RSR Turbo v týmu Martini Porsche v závodě 24 hodin v Le Mans, závod nakonec musel vzdát po osmi hodinách, neboť jeho vůz zachvátily plameny.
Koinigg se ve svých 25 letech ocitl na vrcholu úspěchu, nejprve se oženil s letuškou rakouských aerolinek, následně sehnal finanční prostředky, aby si koupil místo v týmu Scuderia Finotto , který provozoval vozy Brabham. Koinigg se s vozem nedokázal kvalifikovat do domácí Grand Prix. Přesto dokázal zaujmout lidi z týmu Surtees a získal místo na poslední dva závody sezóny. Svůj debut si odbyl až v kanadské Grand Prix na trati Mosport Park, s vozem Surtees TS16 dojel na desátém místě. Koinigg udělal dobrý dojem na lidi v týmu a začali společně plánovat budoucí sezónu. Po dvou týdnech volna se do závodu Grand Prix USA Koinigg kvalifikoval na 23. místě, po startu se vypracoval na 21. místo a v zápalu rychlosti jeho vůz nezatočil v zatáčce a prorazil svodidla. To stálo mladého pilota život.

## Kompletní výsledky ve formuli 1
| Legenda k tabulce | Legenda k tabulce                                                                       |
| Barva             | Výsledek                                                                                |
| ----------------- | --------------------------------------------------------------------------------------- |
| Zlatá             | Vítěz                                                                                   |
| Stříbrná          | 2. místo                                                                                |
| Bronzová          | 3. místo                                                                                |
| Zelená            | Bodované umístění                                                                       |
| Modrá             | Nebodované umístění                                                                     |
| Modrá             | Dokončil neklasifikován (NC)                                                            |
| Fialová           | Odstoupil (Ret)                                                                         |
| Červená           | Nekvalifikoval se (DNQ)                                                                 |
| Červená           | Nepředkvalifikoval se (DNPQ)                                                            |
| Černá             | Diskvalifikován (DSQ)                                                                   |
| Bílá              | Nestartoval (DNS)                                                                       |
| Bílá              | Závod zrušen (C)                                                                        |
| Světle modrá      | Pouze trénoval (PO)                                                                     |
| Světle modrá      | Páteční testovací jezdec (TD)                                                           |
| Bez barvy         | Netrénoval (DNP)                                                                        |
| Bez barvy         | Vyřazen (EX)                                                                            |
| Bez barvy         | Nepřijel (DNA)                                                                          |
| Bez barvy         | Odvolal účast (WD)                                                                      |
| Bez barvy         | Nezúčastnil se (prázdné)                                                                |
| Označení          | Význam                                                                                  |
| Tučnost           | Pole position                                                                           |
| Kurzíva           | Nejrychlejší kolo                                                                       |
| †                 | Jezdec nedojel do cíle, ale byl klasifikován, protože odjel více než 90 % délky závodu. |
| ‡                 | Byl udělován poloviční počet bodů, protože bylo odjeto méně než 75 % délky závodu.      |
| Horní index       | Umístění bodujících jezdců ve sprintu                                                   |

| Rok  | Tým              | Šasi         | Motor            | 1   | 2   | 3   | 4   | 5   | 6   | 7   | 8   | 9   | 10  | 11  | 12      | 13  | 14     | 15      | Umístění | Body |
| ---- | ---------------- | ------------ | ---------------- | --- | --- | --- | --- | --- | --- | --- | --- | --- | --- | --- | ------- | --- | ------ | ------- | -------- | ---- |
| 1974 | Scuderia Finotto | Brabham BT42 | Ford Cosworth V8 | ARG | BRA | RSA | ESP | BEL | MON | SWE | DUT | FRA | GBR | GER | AUT DNQ | ITA |        |         | -        | 0    |
| 1974 | Team Surtees     | Surtees TS16 | Ford Cosworth V8 |     |     |     |     |     |     |     |     |     |     |     |         |     | CAN 10 | USA Ret | -        | 0    |

### Výsledky ze závodu 24 hodin Le Mans
| Rok  | Kategorie | Tým                        | Vůz                       | Spolujezdci                  | Umístění                                          |
| 1973 | TS        | Ford Motorenwerke          | Ford Capri LV             | Jean Vinatier, Gerry Birrell | nedokončil                                        |
| 1973 | GTS       | Porsche System Engineering | Porsche Carrera RSR       | Peter Gregg, Guy Chasseuil   | nestartoval (Tým dojel 14. celkově a 7. ve třídě) |
| 1974 | S         | Martini Racing Team        | Porsche Carrera RSR Turbo | Manfred Schurti              | nedokončil                                        |